# Neverita duplicata
Neverita duplicata is een slakkensoort uit de familie van de Naticidae. De wetenschappelijke naam van de soort werd in 1822 voor het eerst geldig gepubliceerd door Thomas Say.